# Matrice écopaysagère
En écologie du paysage, dans un système hétérogène où l'on étudie la connectivité entre habitats « Tâches d'habitat/corridors/matrice », la matrice écopaysagère désigne généralement l'élément dominant d'un paysage « caractérisé par une certaine uniformité d'occupation du sol », observé à la fois en tant que support et en tant que produit de la biodiversité.
Pour la Trame verte et bleue du Nord-Pas-de-Calais, la première définition vulgarisée retenue en était « le territoire qui enveloppe tous les éléments du paysage et de l'écosystème (ou des écosystèmes) ». Les anglophones parlent aussi de background ecological system.

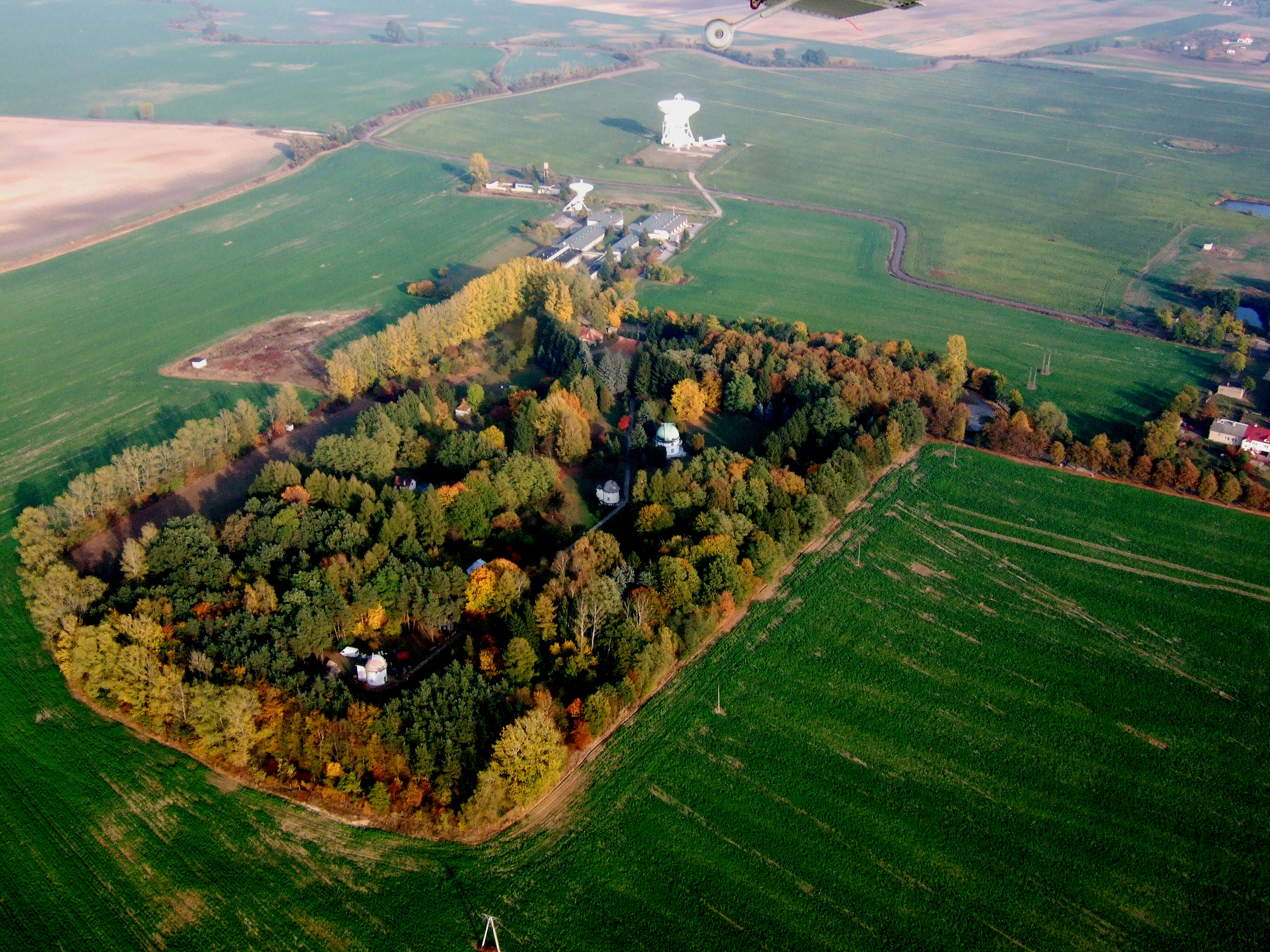
Exemple : Cette vue aérienne montre, dans un paysage complètement anthropisé dont la « matrice » est agricole (openfield), quelques haies relictuelles et une bande boisée pouvant faire office de corridors biologiques pour certaines espèces, plus ou moins connectées à une « tache » centrale boisée.

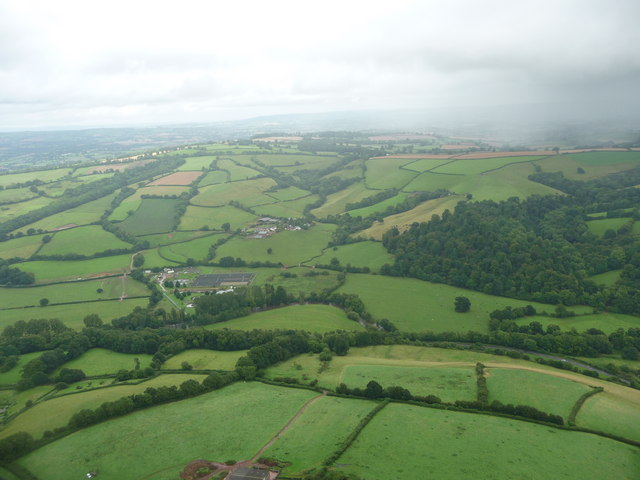
Ici la forêt apparaît comme une tache, dans une matrice de type bocagère ou prairiale où les haies constituent un réseau de corridors assez densément maillé. Aux échelles locales, il faut néanmoins tenir compte du fait que les prairies sont plus ou moins propices à leur traversée par la faune (Cf. caractère de prairie permanente ou non, présence de clôtures ou haies plus ou moins franchissables, pression de chasse ou de piégeage, utilisation de pesticides, avec mares ou drainées L'hétérogénéité de cette matrice a une importance.

## L'hétérogénéité de la matrice
Si à grande échelle (vue de satellite), une matrice écopaysagère apparaît homogène, au niveau local, et en particulier pour les petits organismes à faible capacité de déplacement ou colonisation, son hétérogénéité prend une grande importance.
Un faisceau de preuves et indices théoriques et empiriques montrent que l'hétérogénéité d'une matrice peut avoir des effets importants, variés voire contraires sur la dynamique des métapopulations,.

Son hétérogénéité interfère en effet avec les capacités de mouvement des espèces pour les trajets interpatch (d'une tache à l'autre, par exemple d'un boisement à l'autre dans le cas d'une métapopulation de lynx ibérique (Lynx pardinus), comme l'ont montré les suivis de déplacement de lynx suivis dans l'espace et le temps par radiolocations horaires et quotidiennes ; Les modèles "classiques" (basés sur les capacités de déplacement des animaux et sur la connectivité interpatch évaluée par les distances entre patch) se sont montrés bien plus prédictifs du déplacements de ces lynx quand leurs auteurs ont pu y intégrer certains indices d' « effets de l'hétérogénéité de la matrice écopaysagère sur les propriétés de mouvement ».

## Dans le cadre de la nouvelle PAC
Dans ce cadre, certains éléments semi-naturels des paysages agricoles sont éligibles à une conversion en équivalent surfacique plus étendus (Surface équivalente topographique), en raison de leur importance agroécologique.
Ce concept est très simplificateur, mais aide à la compréhension le fonctionnement des systèmes écopaysagers.

## Exemple
Pour un paysage donné et à une échelle donnée, le réseau écologique des corridors utilisés par une espèce ou un groupe d'espèces pour leurs déplacements peut s’insérer, par exemple, dans une matrice de type « milieux artificialisés, milieux agricoles intensifs » ou de type « polyculture-élevage ».
La matrice est un concept théorique, facilitateur, multi-échelle, notamment utilisé pour la pédagogie et la cartographie des éléments naturels du paysage. On ne parle de matrice que quand un élément du paysage domine les autres (en termes de surface) ; à certaines échelles géographiques, en raison d'une grande complexité du paysage, ou en raison de la répartition équilibré de deux types d'habitat, il est difficile de définir une matrice.
Dans la réalité, ce qu'on désigne par la matrice est en fait un sous-ensemble d'un espace plus vaste (on pourrait aller jusqu'à envisager la surface d'un continent, voire planétaire), et la matrice peut elle-même être divisée en sous-éléments plus petits.
Les différents éléments d’une matrice écopaysagère s’interconnectent de manière complexe.